# 니콘 D3s
니콘 D3s(Nikon D3s)는 2009년 10월 출시된 니콘의 디지털 SLR 카메라이다. 5199달러에 발매되었다. 니콘 D3의 후속기종으로, 1,210만 화소의 CMOS 센서를 장착하였다. ISO는 102,400까지 확장이 가능하며, 최고 셔터 속도는 1/8000초이다. 51개의 자동 초점 포인트를 가지고 있으며, 최대 초당 11장 연사가 가능하고, 라이브뷰 또한 지원된다. 풀프레임에 상대적으로 적은 화소수의 센서를 탑재하여 고감도 신호 대 잡음비가 2010년 2월 현재 발매된 DSLR 중에 가장 뛰어나다.
타사의 경쟁 모델로는 캐논 EOS-1D Mark IV 등이 있다.

## D3보다 향상된 성능
- 최고 감도(ISO) 102,400으로 향상, 고감도 노이즈 수준 향상
- 1280 × 720 동영상 24fps로 촬영 가능
- 이미지 센서 먼지털이 기능
- 정숙촬영 기능
- 2배 향상된 버퍼

## 같이 보기
- 풀프레임 DSLR